# واروارا گابریلیان
واروارا (وارتوهی) تومانی گابریلیان (ارمنی: Վարվառա (Վարդուհի) Թումանի Գաբրիելյան؛  زادهٔ ۱۰ ژانویهٔ ۱۹۰۱ - درگذشته ۸ اوت ۱۹۷۲) پزشک، آسیب‌شناس اهل ارمنستان بود. وی سه دوره عضو شورای شهر ایروان بود.

## زندگی‌نامه
وی در ۱۰ ژانویهٔ ۱۹۰۱ در چننب به دنیا آمد و دانشگاه پزشکی دولتی ایروان (۱۹۲۹) فارغ‌التحصیل گشت. همچنین برندهٔ جوایزی همچون نشان پرچم سرخ کار (۱۹۵۳)، مدال به خاطر پیروزی مقابل آلمان در جنگ بزرگ میهنی (۱۹۴۵–۱۹۴۱)، مدال کار شجاعانه در جنگ بزرگ میهنی (۱۹۴۵–۱۹۴۱) و پزشک شایسته ارمنستان شوروی (۱۹۶۱) شده است. وی در ۸ اوت ۱۹۷۲ در سن ۷۱ سالگی در ایروان درگذشت و در آرامستان مرکزی ایروان (توخماخ) به خاک سپرده شد..

## یادداشت
1. ↑  բժշկական գիտությունների թեկնածու
2. ↑  Իդա Ավետի Մովսեսյան